# Kopanie (Skarbimierz)
Kopanie (deutsch Koppen) ist ein Dorf in Niederschlesien. Der Ort liegt in der Gmina Skarbimierz im Powiat Brzeski in der polnischen Woiwodschaft Oppeln.

## Geographie

### Geographische Lage
Das Angerdorf Kopanie liegt 16 Kilometer östlich des Gemeindesitzes Skarbimierz (Hermsdorf), ca. 13 Kilometer südöstlich der Kreisstadt Brzeg (Brieg) und rund 40 Kilometer nordwestlich der Woiwodschaftshauptstadt Oppeln. Der Ort liegt in der Nizina Śląska (Schlesische Tiefebene) innerhalb der Pradolina Wrocławska (Breslauer Urstromtal). Kopanie liegt am linken Ufer der Oder. 
Durch den Ort führen die Woiwodschaftsstraßen Droga wojewódzka 460 und Droga wojewódzka 462.

### Nachbarorte
Nachbarorte von Kopanie sind im Südwesten Zwanowice (Schwanowitz) und im Süden Różyna (Rosenthal).

## Geschichte

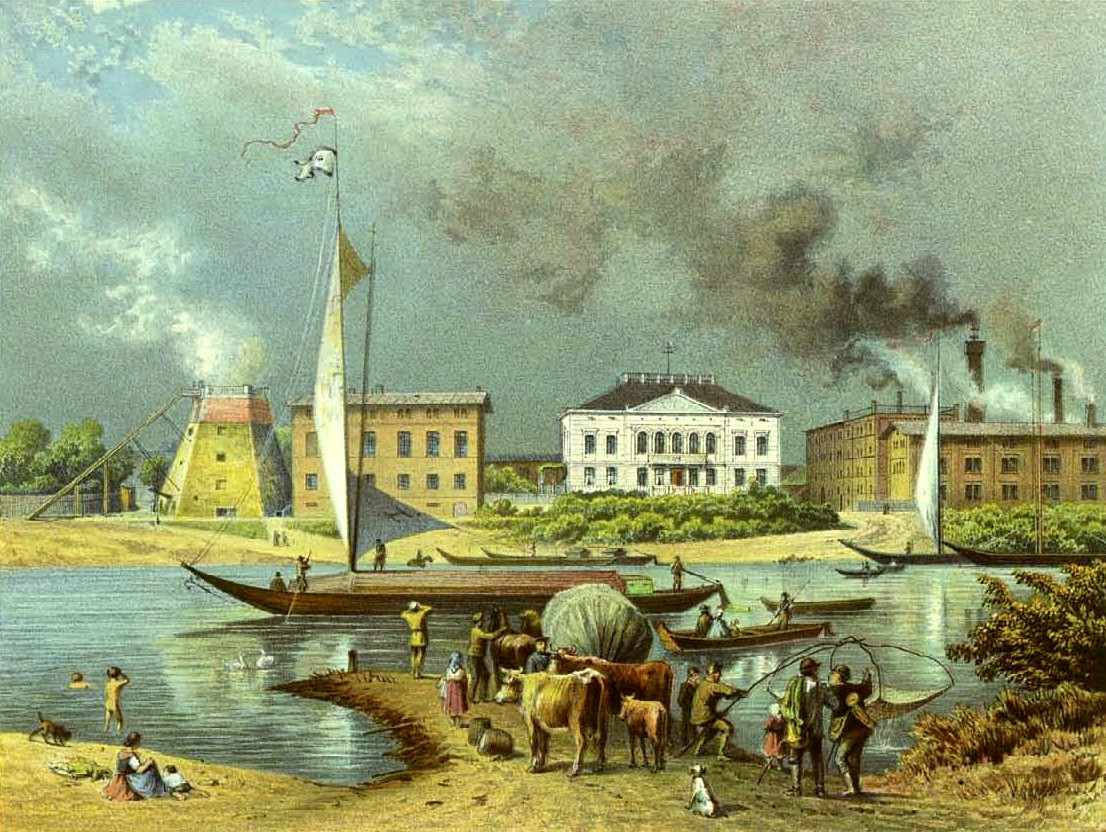
Rittergut Koppen

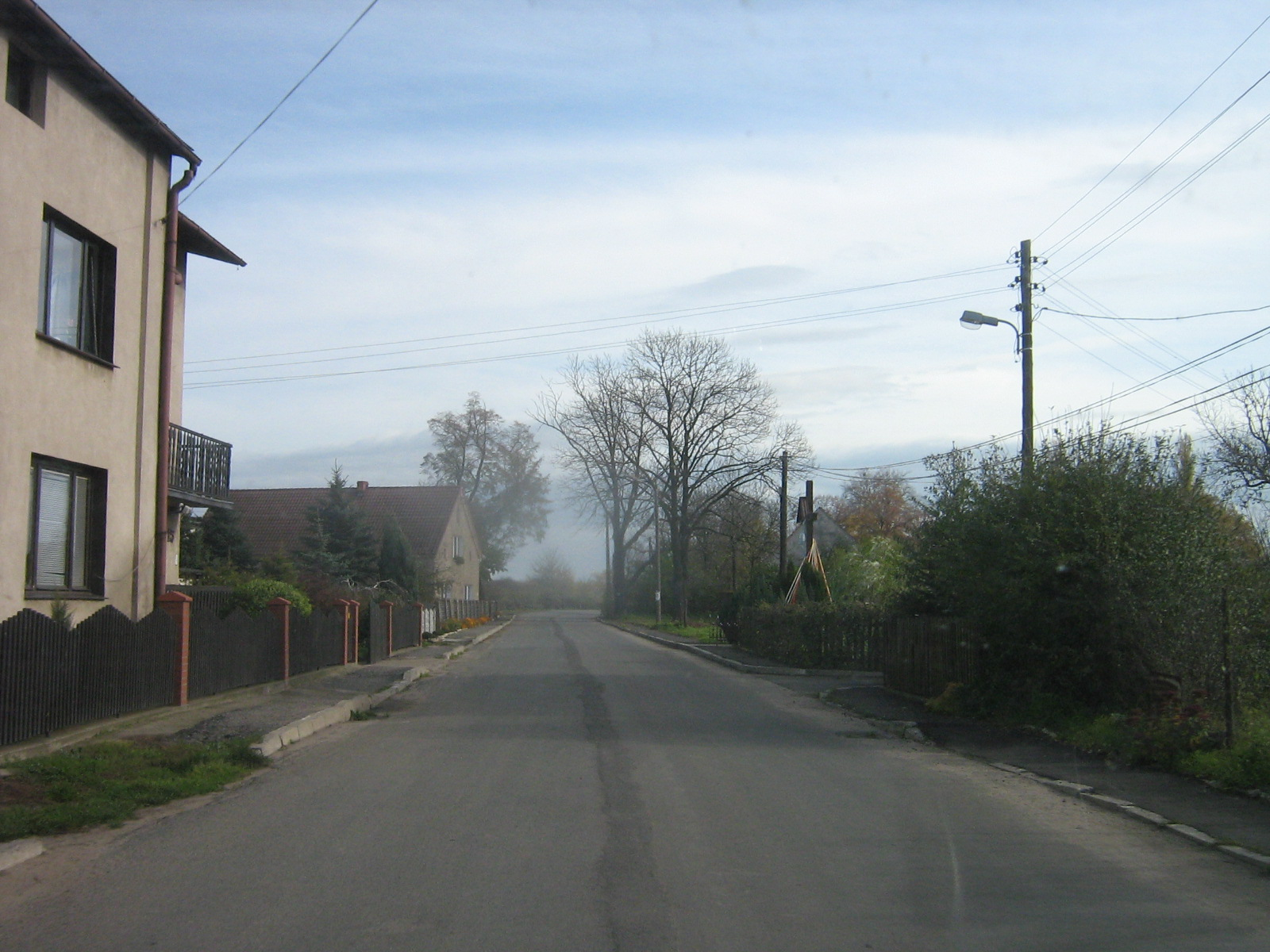
Dorfpartie

Nach dem Ersten Schlesischen Krieg 1742 fiel Koppen zusammen mit dem größten Teil Schlesiens an Preußen.
Nach der Neugliederung Preußens gehörte die Landgemeinde Koppen ab 1815 zur Provinz Schlesien und war ab 1816 dem Landkreis Brieg eingegliedert, mit dem es bis 1945 verbunden blieb. 1874 wurde der Amtsbezirk Koppen gegründet, welcher die Landgemeinden Koppen, Pramsen, Schönau und Schwanowitz und die Gutsbezirke Koppen, Pramsen und Schwanowitz umfasste. Erster Amtsvorsteher war der Fabrikdirektor Nitschke in Koppen 1885 zählte der Ort 335 Einwohner.
1933 zählte Koppen 344, 1939 wiederum 327 Einwohner. Bis 1945 befand sich der Ort im Landkreis Brieg.
Als Folge des Zweiten Weltkriegs fiel Koppen wie fast ganz Schlesien 1945 an Polen, wurde in Kopanie umbenannt und der Woiwodschaft Breslau angegliedert. Die deutsche Bevölkerung wurde, soweit sie nicht vorher geflohen war, weitgehend vertrieben. Die neu angesiedelten Bewohner waren zum Teil Heimatvertriebene aus Ostpolen. 1950 kam der Ort zur Woiwodschaft Oppeln. 1997 wurde das Dorf beim Jahrhunderthochwasser der Oder überschwemmt. 1999 kam der Ort zum Powiat Brzeski. 

### Schloss Koppen
Ursprünglich bestand im Ort das zweigeschossige Schloss Koppen, welches direkt an der Oder lag. Angrenzend zum Schloss befand sich ein Arbeiterhaus sowie die örtliche Brauerei und Brennerei. Das Gelände ist heute nicht mehr bebaut. Gegenüber dem Schloss befand sich früher eine Fähre über die Oder.

## Sehenswürdigkeiten
- Hölzernes Wegekreuz